# 托馬斯山脈
75°33′S 70°57′W / 75.550°S 70.950°W
托馬斯山脈（英語：Thomas Mountains）是南極洲的山脈，位於帕爾默地，處於霍恩山東北面28公里，全長9公里，由美國探險隊發現，現時由南極條約體系管理。